# Stephanophyllia elegans
Espèce
Synonymes
- Fungia elegans Bronn, 1837[1] [2]

Stephanophyllia elegans est une espèce éteinte de coraux de la famille des Micrabaciidae.